# Rhophitoides canus
Die Luzerne-Graubiene (Rhophitoides canus) ist eine unscheinbar gefärbte solitäre Wildbiene mit hellen Hinterleibsbinden aus der Familie der Halictidae.

## Merkmale
Die Luzerne-Graubiene ist etwa 7 bis 8 mm lang, der schwarz-braune Körper ist mehr oder weniger weiß bis bräunlich behaart. Bei den Weibchen ist an den Hinterbeinen eine Haarbürste an Schiene und Ferse sowie ein Körbchen an der Unterseite des Hinterschenkels. Im Vorderflügel sind 2 Cubitalzellen, der Rüssel ist kurz. Die Bienen sind ähnlich wie Arten der nahe verwandten Gattung Halictus, aber am Hinterleibsende ist keine Längsfurche. Die Graubienen schauen wie Arten der Gattung Rophites aus, jedoch fehlen ihnen die für Rophites typischen Stacheln an den Stirnen der Weibchen.

## Verbreitung und Lebensraum
Die Biene ist vor allem von Europa bis weit in den Osten Asiens (Zentralasien, Mongolei, Sibirien) verbreitet. In Europa kommt sie lokal in Mitteleuropa vor, südlich bis Südtirol, Südbulgarien und Südtürkei.
In Deutschland ist die Graubiene nur sehr zerstreut verbreitet, sie wurde in Sachsen-Anhalt, Brandenburg, Hessen, Thüringen, Sachsen, Rheinland-Pfalz, Baden-Württemberg und Bayern nachgewiesen, aber nirgends häufig. Historisch wurde sie in Nordrhein-Westfalen gefunden. In Österreich ist die Graubiene aus allen Bundesländern außer Salzburg und Vorarlberg gemeldet. In der Schweiz kommt sie aktuell im Unterengadin vor, historisch wurde sie in Basel gefunden.
Die Biene ist wärmeliebend und besiedelt Hochwasserdämme, Brachflächen und Magerrasen, sowie Feldfluren mit Luzerne-Anbau. In Osteuropa ist die Biene von Bedeutung für die Bestäubung von Luzerne.

## Lebensweise
Die Graubienen sind solitär, sie leben in einer Generation, in Deutschland fliegen sie von Anfang Juli bis Mitte August. Die Weibchen sammeln insbesondere den Pollen von Luzerne und von Sichelklee, von denen sie auch überwiegend Nektar sammeln. Nester werden in den schütter bewachsenen oder kahlen Boden gegraben, der sandig, humos oder mit Löss sein kann. An den Eingängen ist oft ein konischer Tumulus. Der (mehr oder weniger) senkrechte Hauptgang führt in etwa 25 bis 30 cm Tiefe. Von diesem gehen seitlich kurze Gänge zu den Brutzellen ab. Die Zellen werden innen geglättet, jedoch nicht mit einem Sekret ausgekleidet. Ein Nest kann zwischen 4 und 25 Brutzellen enthalten. Die Seitengänge werden nach Verschluss der Brutzellen mit Erde verfüllt. Die Larven entleeren ihren Darm, nachdem sie den Pollenvorrat aufgefressen haben und spinnen dann einen Kokon. Sie überwintern im Kokon als Ruhelarve. Nester können einzeln oder in Kolonien sein.
Männchen schlafen in Blüten von Malven, Glockenblumen oder in den Köpfchen des Bitterkrauts.

## Taxonomie
Rophitoides wird verschiedentlich als Untergattung von Rophites aufgefasst. Dann heißt die Art Rophites canus.